# Antinutriční látky
Antinutriční látky jsou přirozené složky potravin rostlinného původu, které snižují výživovou (nutriční) hodnotu potravin nebo krmiv, ve kterých jsou obsaženy. Jsou příčinou nižší biologické využitelnosti živin a narušují proces trávení. Jejich antinutriční účinek lze snížit v procesu technologického zpracování surovin, například tepelnou úpravou.
Obiloviny, ovoce a zelenina mají kladný vliv na zdraví člověka, ale s jejich zvýšeným příjmem se také zvyšuje příjem antinutričních látek. Většina antinutričních látek reaguje s vitamíny, minerálními látkami a některými enzymy. Tím snižují nutriční hodnotu potravin. Některé mají i toxický vliv.
Antinutriční látky s negativním vlivem na lidské zdraví při zvýšených dávkách jsou kyselina fytová, inhibitory enzymů, fytoestrogeny a lignany, saponiny, třísloviny neboli taniny, lektiny, šťavelany neboli oxaláty.

## Negativní vliv antinutričních látek
- Na metabolismus minerálních látek, vážou je do komplexů a zabraňují jejich vstřebávání
- Na metabolismus vitaminů, reagují s nimi a zabraňují jejich vstřebávání
- Na činnost enzymů a hormonů (inhibitory proteáz, fytoestrogeny)
- Snížení využitelnosti živin v potravinách
- Zhoršují proces trávení potravin a způsobují trávicí potíže

## Příklady antinutričních látek

### Vláknina

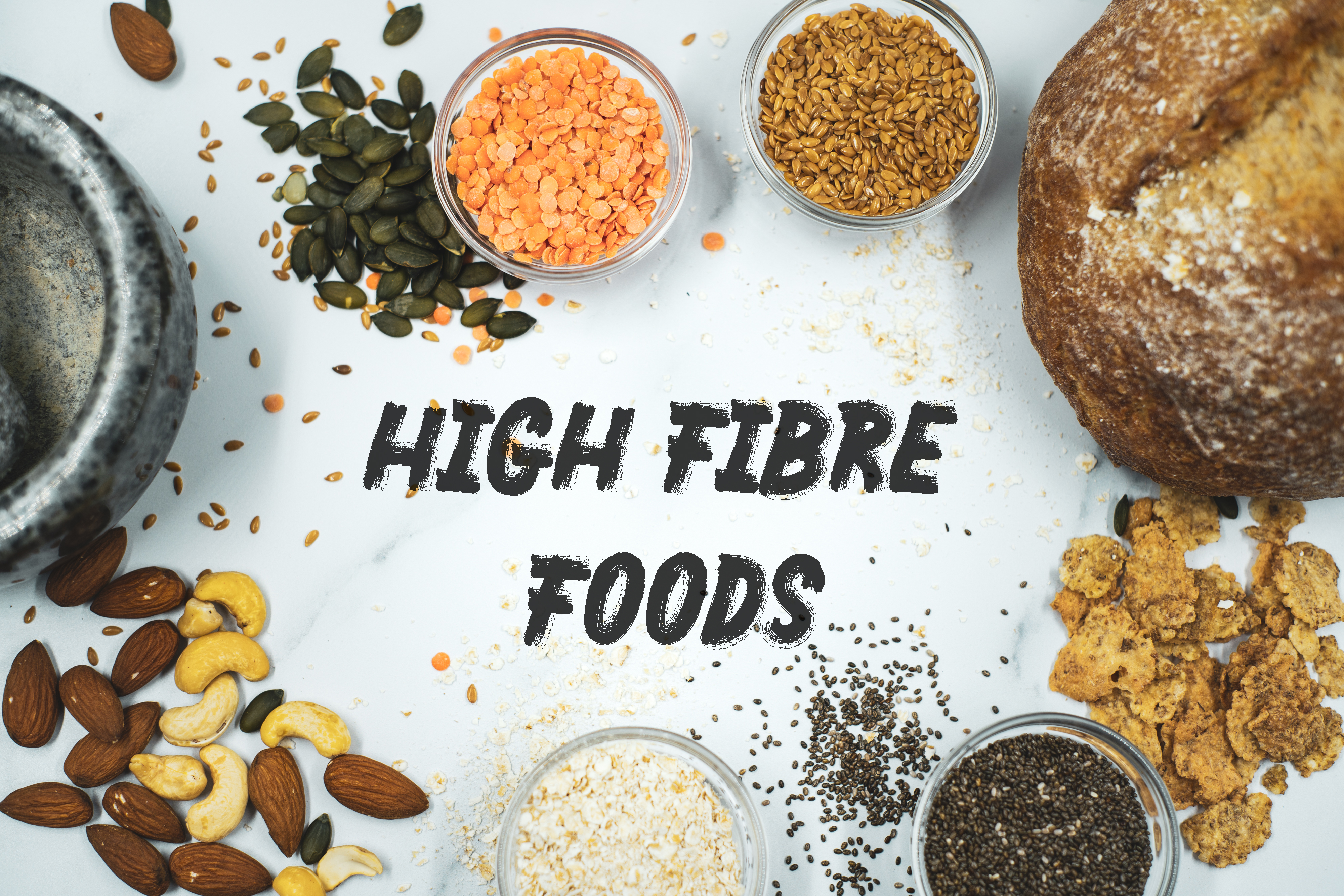
Potraviny s vysokým obsahem vlákniny

Vláknina je směs nestravitelných nebo jen částečně stravitelných polysacharidů. Rozeznáváme dva druhy vlákniny, rozpustnou a nerozpustnou.
Rozpustná vláknina absorbuje vodu, bobtná a fermentuje. V trávicím traktu působí jako prebiotikum, neboť je živinou pro mikrobiální flóru. Rozpustná vláknina je obsažená například v luštěninách, obilninách, ovoci, zelenině a bramborách.
Nerozpustná vláknina zvětšuje objem obsahu ve střevech a zkracuje dobu, po kterou tam potrava zůstává. V trávicím traktu nefermentuje a příznivě působí v tlustém střevě, kde naředí odpadní látky a ty pak snadněji opouštějí trávicí trakt. Nerozpustná vláknina je obsažená například v celozrnných potravinách, ořeších, semenech, hnědé rýži, slupkách ovoce, zelenině (okurky, květák, cuketa, celer, čočka).
Nadbytečný příjem vlákniny s sebou může nést určitá rizika, zejména zhoršené vstřebávání některých minerálních látek. Při zvýšené konzumaci vlákniny je velmi důležité dodržovat dostatečný pitný režim

### Lignany
Lignany je skupina chemických látek, které patří k nejrozšířenějším metabolitům v tělech rostlin. Lignin je nestravitelnou formou vlákniny, v rostlinách napomáhá vytvářet jejich pevnost a tuhost. Také zajišťuje ochranu rostlin proti patogenům a kontroluje růst rostliny. Jako potravina zabraňují tvorbě ledvinových kamenů. Jejich výrazným negativem je snížení výživové hodnoty bílkovin.

### Třísloviny (taniny)
Třísloviny (taniny) patří do skupiny polyfenolických látek a přes svou velkou molekulární hmotnost jsou rozpustné ve vodě. Mají svíravou chuť a snižují funkci některých enzymů a komplikují vstřebávání živin ve střevním traktu. Fenolové skupiny tříslovin tvoří s bílkovinami nerozpustné komplexy. Ale také snižují obsah glukózy v krvi a působí antibakteriálně, antitumorově a antimutagenně. Snížení jejich účinku je možné dosáhnout jejich namáčením, klíčením nebo fermentací.

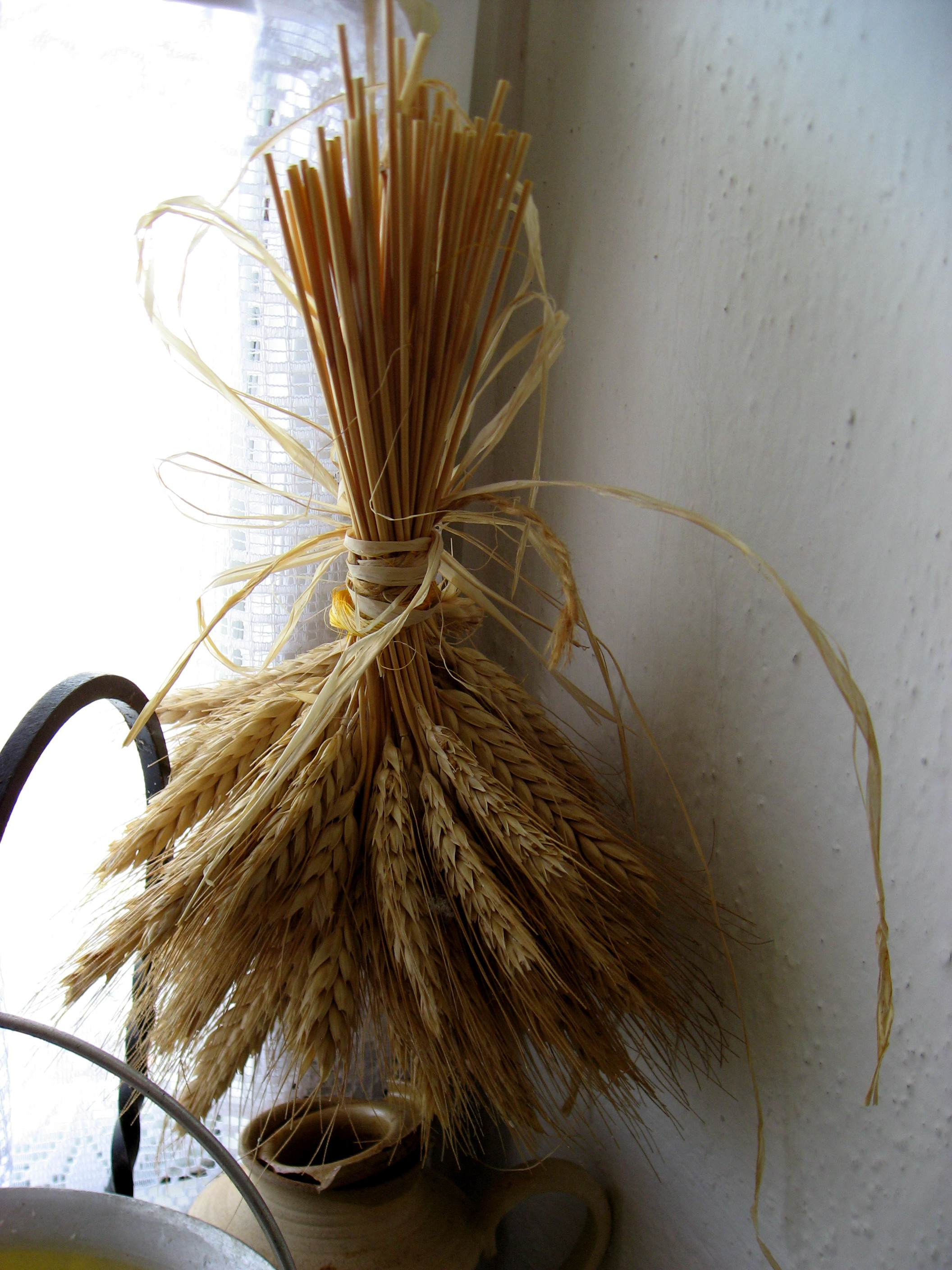
Obilí obsahuje kyselinu fytovou

Třísloviny jsou v černém čaji, vínu (především červené), ovoci (granátové jablko, kaki, brusinka, borůvka, jahoda), luštěninách, čokoládě, kakau, ořeších, pivu.

### Kyselina fytová
Kyselina fytová je přírodní antioxidant obsažený v rostlinách, především v semenech, kde slouží jako zásobárna fosforu.
Pro člověka je kyselina fytová nestravitelná a může potlačovat vstřebávání důležitých minerálů v organismu (fosfor, vápník, železo a zinek). Zabraňuje zvýšenému ukládání vápníku v tkáních a agregaci krevních destiček. Má tendenci na sebe vázat minerální látky a snižovat tak jejich biologickou využitelnost.
V největších koncentracích je kyselina fytová v obilovinách, luštěninách, ořeších a semenech. Tyto potraviny je třeba před přípravou namáčet, vařit nebo naklíčit. Množství fytátů je tak možné snížit až o 80%.

### Fytoestrogeny

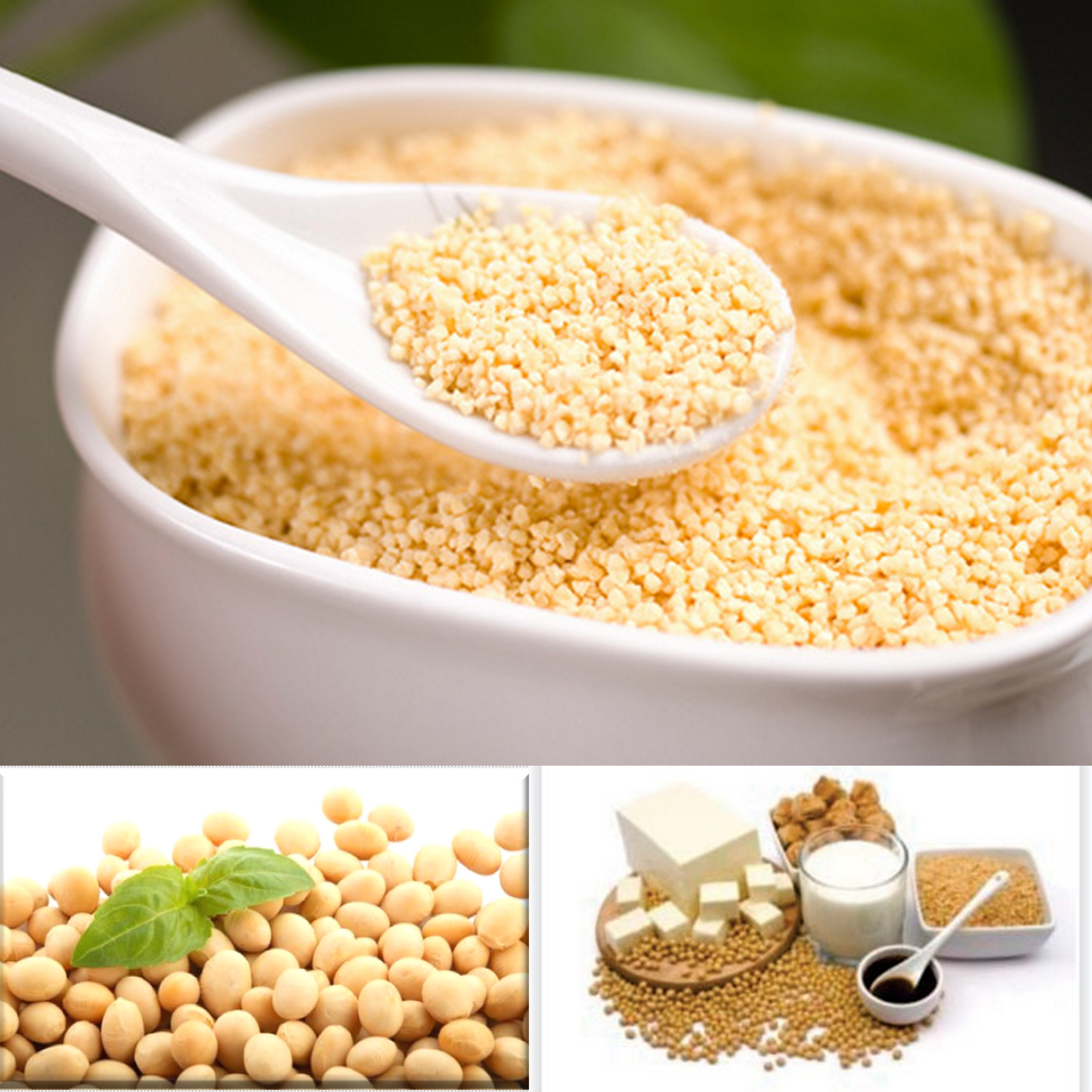
Sója obsahuje fytoestrogeny

Fytoestrogeny jsou vícesytné fenoly strukturou podobné steroidním hormonům. Chrání rostliny před infekcí během klíčení semen a podílejí se na tvorbě květů a růstu rostlin.
Fytoestrogeny jako potravina ovlivňují některé hormonální procesy a mohou mít i antiestrogenní účinky, neboť jejich zvýšená konzumace negativně ovlivňuje produkci vlastních estrogenů. Některé fytoestrogeny fungují jako prevence proti vzniku zhoubných bujení.
Fytoestrogeny jsou obsaženy především v sojových bobech. Vyskytují se dále v klíčcích obilovin, v ovoci se skořápkami a v luštěninách.

### Lektiny

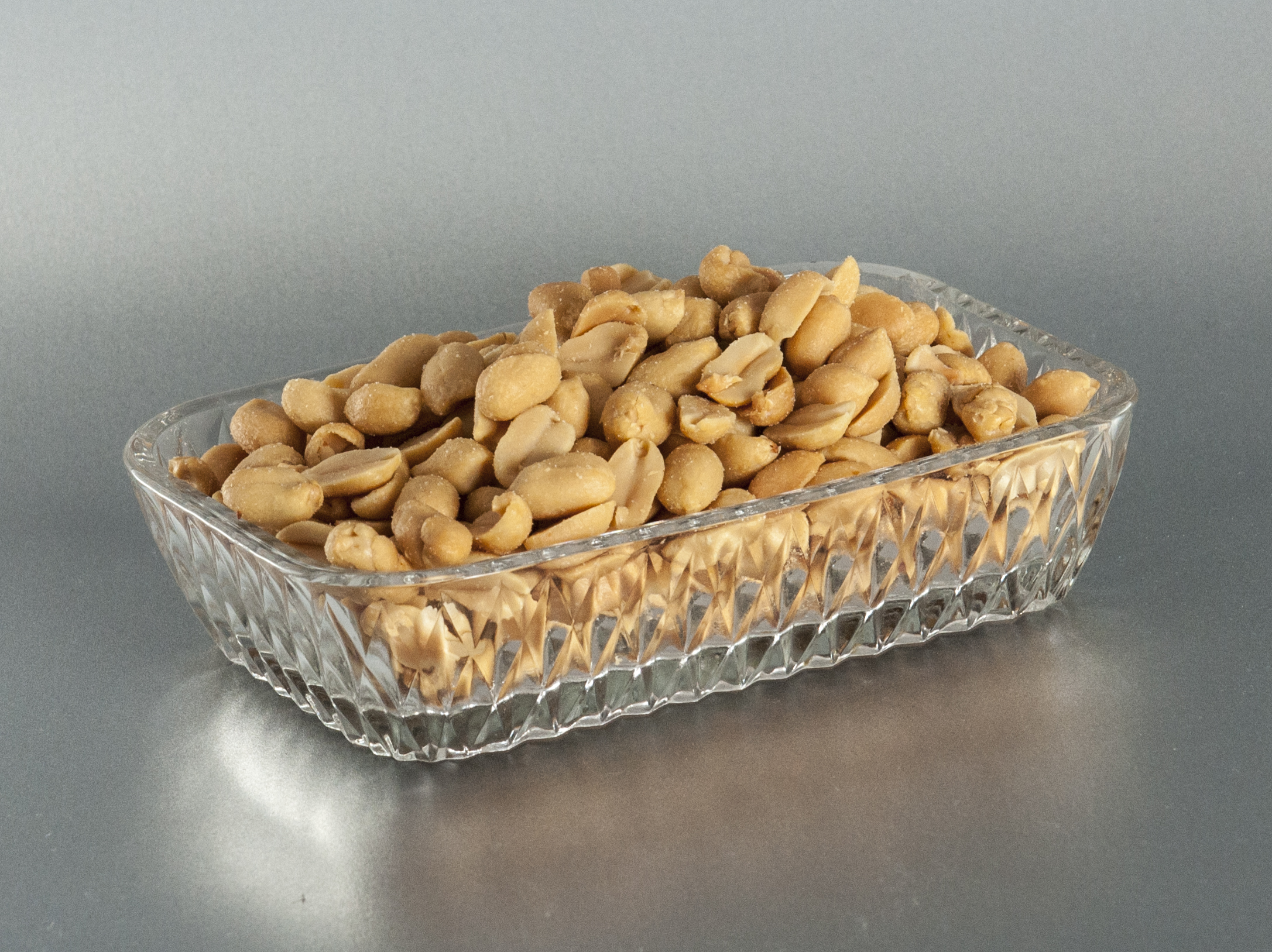
Arašídy obsahují lektiny

Lektiny jsou rostlinné bílkoviny, které se vážou na sacharidy a vytvářejí důležité glykoproteiny.
Jako potravina mají některé nežádoucí účinky. Jsou schopné srážet červené krvinky. Při jejich předávkování dochází k zánětům střev nebo zadržování vody v lymfatickém systému. Z potravin je lze odstranit namáčením a důkladnou tepelnou úpravou.
Běžně se vyskytují v celozrnných obilovinách, luštěninách, bramborách, sóje, arašídech, ořeších a lilkovitých rostlinách (rajčata, papriky, lilky).

### Saponiny

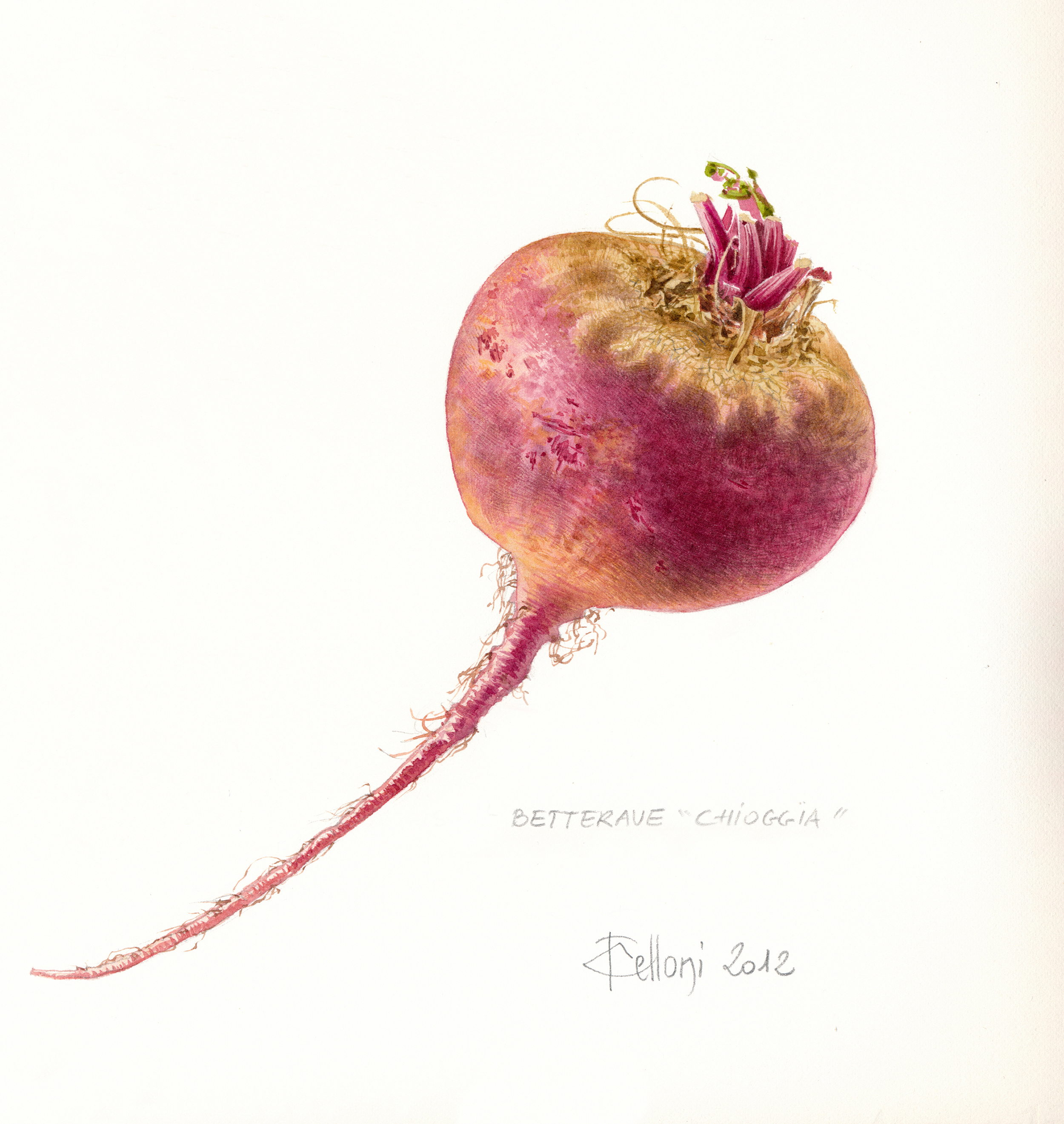
Červená řepa obsahuje saponiny

Saponiny jsou heteroglykosidické sloučeniny isoprenového původu, které se nacházejí převážně v rostlinách. Tyto sloučeniny mají vlastnosti povrchově aktivních látek. Mají pozitivní i negativní biologické účinky. Mezi pozitivní účinky patří snížení obsahu lipidů v krvi a působí také protizánětlivě. Mezi negativní patří jejich toxicita, která může způsobit poškození buněčné membrány. Některé saponiny zvyšují citlivost na alergeny.
Jsou obsaženy v bramborách, jablcích, červené řepě, brokolici, sóji, arašídech, vojtěšce, špenátu a v mnoha dalších rostlinách.

### Kyselina šťavelová

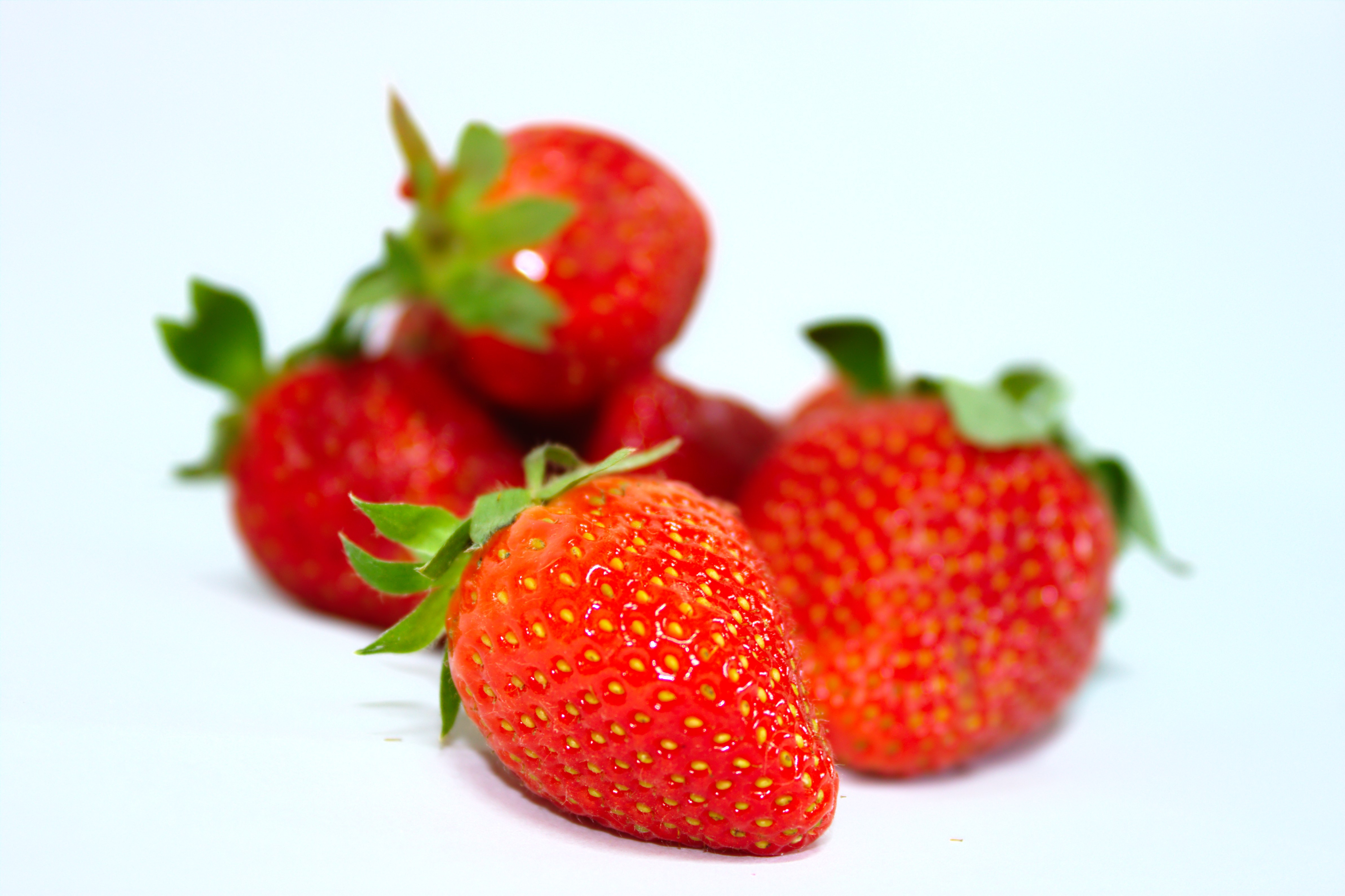
Jahody obsahují kyselinu šťavelovou

Kyselina šťavelová (jetelová sůl) je organická kyselina. Soli kyseliny šťavelové se nazývají šťavelany nebo oxaláty. Je obsažena prakticky ve veškerém ovoci a zelenině, kde způsobuje jejich kyselost.
Tepelně neupravená zelenina obsahuje organickou kyselinu šťavelovou, zatímco zelenina uvařená nebo upečená má v sobě již jen kyselinu anorganickou. A právě ta může působit problémy. Jako potravina stimuluje kyselina šťavelová peristaltiku střev, ale také zhoršuje vstřebávání vápníku do krve. Důsledkem přemíry její konzumace může být vážný nedostatek vápníku a odvápnění kostí. Krystalky kyseliny šťavelové mohou způsobit ledvinové koliky nebo i bolesti žaludku, revmatismus a problémy s játry.
Kyselina šťavelová je obsažena v jahodách, kapustě, hlávkovém salátu, mandlích, ve větším množství je ve šťovíku a rebarboře. Kyselinu šťavelovou naopak neobsahuje polníček, kopřiva, pampeliška, petržel, traviny.

### Glukosinoláty

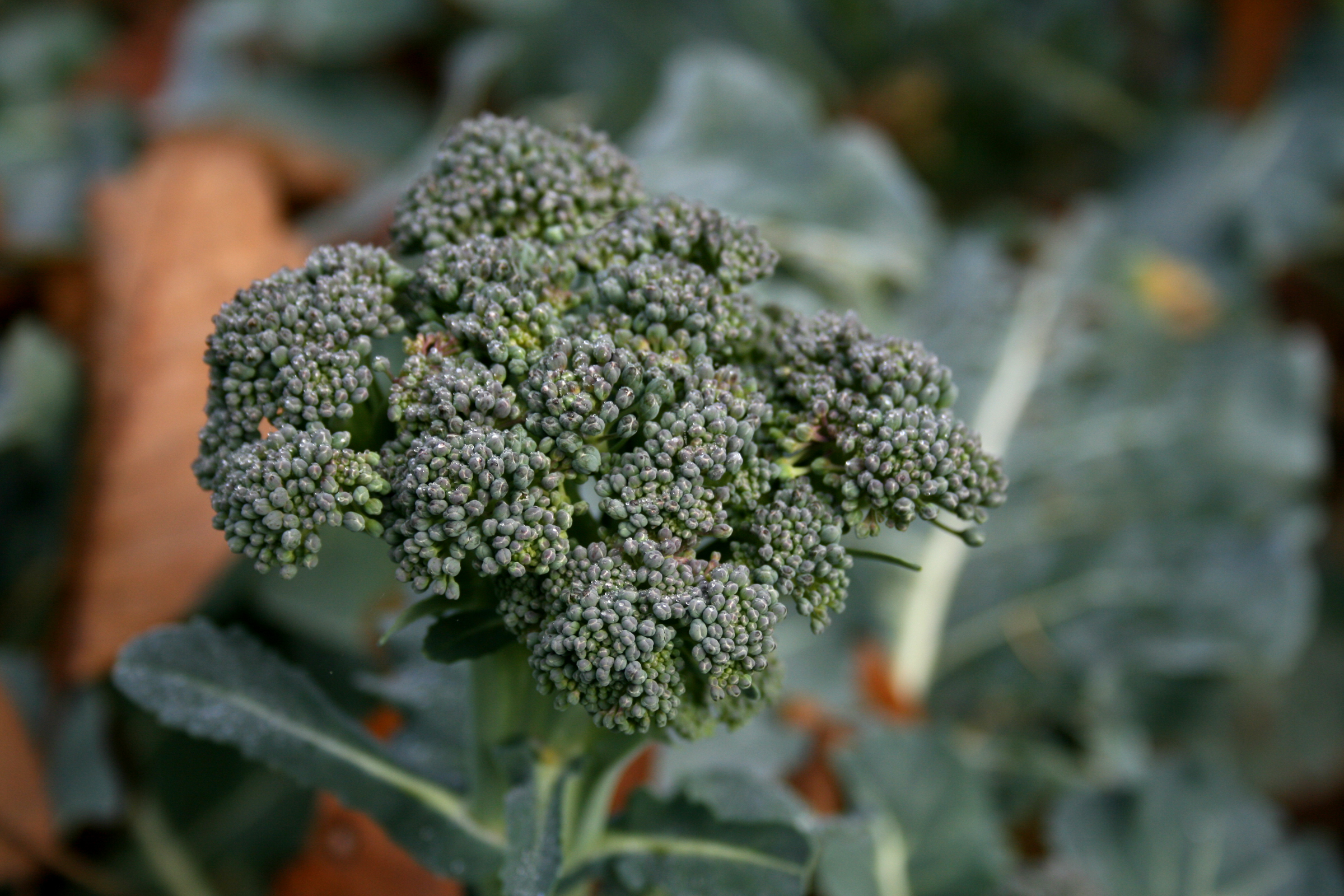
Brokolice obsahuje glukosinoláty

Glukosinoláty (sirné glykosidy) jsou organické sloučeniny, které slouží rostlinám k jejich ochraně proti škůdcům. Způsobují štiplavé aroma rostlin, nejčastěji u brukvovité zeleniny.
Jako potravina mohou ve větším množství způsobit zažívací potíže či otravu. Komplikují metabolismus jódu a způsobují nedostatečnou tvorbu hormonů štítné žlázy. Při nadměrném a dlouhodobém množství v potravě může dojít k poškození jater, ledvin a nadledvinek, u dětí k retardaci růstu.
V největších množstvích se nacházejí v brukvovité zelenině (brokolice, kadeřávek, brukev, hlávkové zelí, květák, kedluben, křen, ředkev). Při kuchyňském zpracování zeleniny (vaření, kvašení) dochází k výraznému úbytku těchto látek.

### Kyanogenní glykosidy
Kyanogenní glykosidy jsou látky, které vznikají z aminokyselin. Za určitých podmínek při jejich rozkladu vzniká prudce jedovatý kyanovodík.
Jejich bohatým zdrojem jsou peckoviny, len, luštěniny, mandle, bambusové výhonky, cukrová třtina, sladké brambory. Nejvyšší koncentrace se nachází v semenech nebo slupkách. Chronické otravy při jejich předávkování se projevují poruchami nervového systému a štítné žlázy.

### Alkaloidy

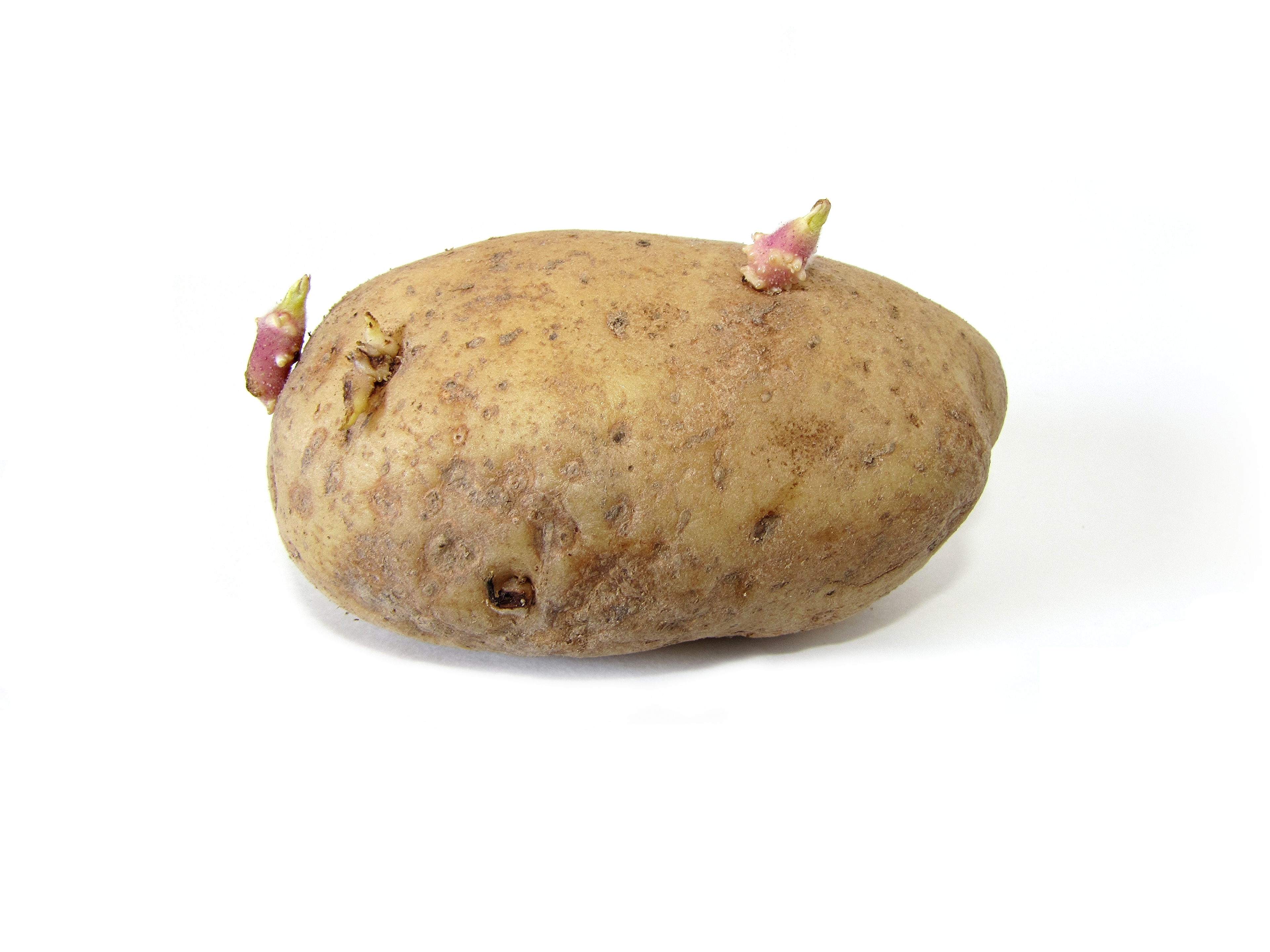
Brambory obsahují solanin

Alkaloidy představují skupinu zásaditých organických sloučenin, které se tvoří při přeměně aminokyselin. Převážná většina alkaloidů náleží k rostlinným alkaloidům. Jejich význam v tělech organismů není zcela prozkoumán. Pravděpodobně mají obrannou funkci a pomocí nich se rostliny zbavují dusíkatých zplodin. Pro alkaloidy je typická hořká chuť, která odpuzuje zvířata.
Největší množství alkaloidů se nachází v semenech, kořenech a kůře rostlin. Vysokou koncentraci alkaloidů (solaninu) mají lilkovité rostliny (brambory, baklažán, rajčata). Zde se nachází především v hlízách, klíčcích, bobulích a ve slupce. Působením světla se jejich obsah zvyšuje. Vyšší příjem potravin se solaninem porušuje sliznici žaludku a dvanáctníku.
Značnou část alkaloidů lze odstranit vařením nebo loupáním. Voda po uvaření brambor by neměla být konzumována.

### Antivitamíny
Antivitamíny jsou přirozené nebo syntetické látky narušující funkci vitamínů nebo jejich vstřebávání do těla. Antivitamíny je štěpí na neúčinné látky nebo s nimi tvoří v těle nevyužitelné komplexy. Zpomalují také metabolické reakce.
Antivitamíny lze rozdělit do tři skupin:
- enzymy, které štěpí vitaminy na neúčinné sloučeniny,
- látky, které tvoří nevyužitelné komplexy s vitaminy,
- sloučeniny, které mohou zastupovat vitaminy v enzymových systémech za vzniku neúčinných sloučenin.

Antivitamíny jsou syntetické a přirozené:
- Syntetickými antivitamíny jsou například aspirin, diuretika, antibiotika a další léky.
- Přirozenými antivitamíny jsou například antithiaminové sloučeniny, avidin, antinutriční faktory sóji, některé nápoje.

Alkoholické nápoje jsou antagonisté thiaminu a ostatních vitaminů skupiny B. Při vysoké konzumaci kávy se může vyskytnout deficit inositolu, biotinu a thiaminu. Antivitamíny se často se využívají v lékařství. Například pro potlačení růstu patogenních mikroorganismů, při léčbě trombózy nebo při léčbě leukémie (antivitamíny kyseliny listové).

### Inhibitory enzymů
Inhibice enzymů je proces, kdy vazba určité látky na enzym způsobí snížení jeho aktivity. Tím dochází k zamezení či omezení správného průběhu enzymatické reakce. Inhibice enzymů může být přirozená, která umožňuje regulaci buněčných procesů. Může být také nepřirozená, kdy jsou inhibitory různé zplodiny metabolismu, léčiva nebo jedy.
Inhibitory enzymů mají pozitivní vliv na metabolismus, chrání buňky před negativním dopadem UV záření, steroidních hormonů nebo některých karcinogenů. Potlačují růst rakovinných buněk nebo tvorbu volných radikálů podporujících vznik nádorového bujení. Na inhibici specifických enzymů je založeno i působení mnoha léků. Mezi negativní účinky patří zpomalení růstu nebo narušení metabolismu slinivky.
Inhibitory enzymů se nacházejí například v cereáliích, luštěninách, bramborách nebo rajčatech.

### Mykotoxiny
Mykotoxiny jsou látky produkované plísněmi (mikroskopickými vláknitými houbami). Nejznámější mykotoxiny jsou:
- Aflatoxiny (extrémně vysoká toxicita) produkované plísněmi Aspergillus. Vyskytují se v arašídech, kukuřici a plodech se skořápkou.
- Ochratoxiny produkované plísněmi Aspergillus nebo Penicillium. Vyskytují se nejčastěji v obilovinách.
- Patulin produkovaný plísněmi Penicillium. Vyskytuje se nejčastěji v jablečných a jiných ovocných výrobcích.
- Fumonisiny produkované plísněmi Fusarium. Vyskytuje se na kukuřici.
- Námelové alkaloidy produkované plísní Claviceps.

Mykotoxiny způsobují poruchy krevního oběhu a po delší době mohou vést k odumírání končetin. Poškozují ledviny a játra. Negativně působí na imunitní systém a některé jsou karcinogenní. Mykotoxiny námele vyvolávají halucinace a svalové křeče.
Vyskytují se ve všech potravinách, které jsou špatně skladované. Nejčastěji jsou v obilovinách, ořeších, luštěninách, kávových bobech, koření, v čerstvém i sušeném ovoci. Vysoké teploty ničí jen některé z mykotoxinů.